# Xesús Constela
Œuvres principales
- As humanas proporcións, 2004, Galaxia.
- Libro das alquimias, 2007, Galaxia.
- Shakespeare destilado, 2008, Galaxia.
- 15.724, 2012, Xerais.

Xesús Constela Doce (Ferrol, Province de La Corogne, 1963) est un écrivain espagnol de langue galicienne.

## Biographie
Xesús Constela a suivi des études d'anglais à l'Université de Salamanque, où il a également collaboré à des revues de création littéraire. Il vit à Pontevedra où il est professeur d'anglais dans l'enseignement secondaire. Il a été collaborateur régulier du supplément Nordesía du Journal de Ferrol (Diario de Ferrol) de 2004 à 2009.

## Œuvres
Gagnant de la XV° édition du Prix Torrent Ballester décerné à La Corogne en décembre 2003 avec son recueil de récits As humanas proporcións (Les Proportions humaines), qui configurent une proposition littéraire dans laquelle surgit un nouveau territoire narratif pour la langue galicienne, avec un langage, selon la critique, risqué et effectif. Le livre a été publié aux Éditions Galaxia (es) en 2004 et récompensé en 2004 par le Prix de la Critique du roman galicien. As humanas proporcións est une collection de douze récits écrits avec diverses techniques. Le livre parcourt les différentes facettes de la vie humaine : la naissance et la vieillesse, le corps humain changeant, et aussi le désespoir et la mort, le pouvoir et la recherche de la liberté, la violence individuelle et sociale, l'amour et le couple.
En 2007, il publie à nouveau chez Galaxia (es) le roman Libro das alquimias (Le Livre des alchimies), dédié à ses enfants, dans lequel il présente l'histoire d'un enfant qui découvre dans le sous-sol de sa maison la présence d'un mystérieux vieillard qui finira par changer sa vie pour toujours. Ce garçon va assister, entre autres merveilles, à la construction laborieuse de la Bibliothèque d'Alexandrie, ensuite à sa décadence et destruction, et il va connaître également la vie fascinante de la mathématicienne et astronome Hypatie. Il apprendra bien plus que ce qu'apporte l'encyclopédie qu'il consulte avec fréquence. Et le meccano, qui était son jeu préféré, restera oublié dans sa chambre, face à ce monde si fascinant qui s'ouvre devant lui.
En 2008, il reçoit le Prix García Barros pour son roman Shakespeare destilado (Shakespeare distillé) édité chez Galaxia (es), une métaphore ironique et humoristique sur le monde de la littérature. Il s'agit d'un long monologue écrit en un langage direct et familier qui remet en question la fiction traditionnelle comme convention en jouant avec la tradition littéraire de William Shakespeare.
En 2008, sous le titre Como se fixo o primeiro alfabeto (Comment s'est fait le premier alphabet), il publie chez Embora la traduction et adaptation de deux contes de Rudyard Kipling.
En 2012, il publie le roman 15.724 chez Edicións Xerais de Galicia (gl) (Les Éditions Générales de Galice). C'est un véritable plaidoyer contre les oligarchies. Avec un énorme pouvoir métaphorique, ce roman nous transporte jusqu'à une Patrie "assise sur l'épaule d'un oiseau endormi", présidée par le Grand Maréchal et qui a pour symbole le tatou de son drapeau. Ceci est le contexte dans lequel a lieu la vie d'une famille, marquée par un destin négatif, où le plus intéressant n'est peut-être pas dans les tribulations qui tournent autour d'un crime supposé, mais dans l'appel à se centrer sur les véritables intentions qui régissent les ressorts du mécanisme judiciaire en place dans cet espace et, en général, sur l'ensemble des normes et règles imposées depuis les instances d'un pouvoir intouchable et si souvent arbitraire.

### Romans
- As humanas proporcións, 2004, Galaxia.
- Libro das alquimias, 2007, Galaxia.
- Shakespeare destilado, 2008, Galaxia.
- 15.724, 2012, Xerais.
- Apoteose das perchas, 2014, Embora.
- A rotura das paisaxes, 2016, Xerais.
- Lisa deitada, 2018, Embora.
- O peso do cerebro, 2021, Xerais

### Traductions
- Como se fixo o primeiro alfabeto, de Rudyard Kipling, 2008, Edicións Embora.

### Prix
- Prix Torrente Ballester en 2003, pour As humanas proporcións.
- Prix de la Critique de l'Association Espagnole de Critiques Littéraires (es) en 2005, pour As humanas proporcións.
- Premio García Barros en 2008, pour Shakespeare destilado.